# Дафид
Дафид (др.-греч. Δαφίδαί) — древнегреческий грамматик, софист и поэт, живший, по всей видимости, во II веке до н. э.

## Биография
Был уроженцем города Телмесса. По свидетельству Валерия Максима, Дафид принадлежал к числу софистов и «был сторонником пошлых и циничных предположений.» У дельфийского оракула Дафид вопросил в насмешку, сможет ли тот отыскать его коня, которого на самом деле у грамматика никогда не было. В ответ прозвучало, что конь будет обретен, но это приведёт к смерти вопрошавшего. И, действительно, за оскорбление пергамского царя Аттала Дафид был сброшен с расположенного у Магнесии утеса, который назывался Лошадиным. По мнению Климова О. Ю. и ряда других исследователей, речь здесь идёт, скорее всего, об Аттале III. Лурье С. Я. полагал, что учёный был казнён за «недостаточно почтительное отношение к Дельфийскому оракулу и Гомеру».
Согласно Страбону, Дафид был распят на кресте. А причиной послужило следующее двустишие:

Пурпур рубцов от бича, вы — казны Лисимаха опилки,
Гордых фракийцев и лидов вам подчинён весь народ— Перевод Г. А. Стратановского